# Heimschuh
Heimschuh – gmina w Austrii, w kraju związkowym Styria, w powiecie Leibnitz. Według Austriackiego Urzędu Statystycznego liczyła 2004 mieszkańców (1 stycznia 2015).